# Saint-Nicolas-de-Port
Saint-Nicolas-de-Port (deutsch veraltet, ungebräuchlich: Niclasburg bzw. St. Niclasburg) ist eine französische Gemeinde mit 7363 Einwohnern (Stand 1. Januar 2022) im Département Meurthe-et-Moselle in der Region Grand Est (bis 2015 Lothringen). Die Einwohner werden im Französischen als Portois bezeichnet. Die Gemeinde gehört zum Arrondissement Nancy und zum Kanton Jarville-la-Malgrange.

## Geografie
Saint-Nicolas-de-Port liegt gegenüber von Varangéville, größtenteils am linken Ufer der Meurthe, in die hier das Flüsschen Roanne mündet. Auf der Straße D400 sind es 13 Kilometer bis Nancy und 18 Kilometer bis Lunéville. Der Fernverkehr fließt hauptsächlich über die Autoroute A33. Der Rhein-Marne-Kanal führt an Saint-Nicolas-de-Port vorbei.

## Geschichte
Zur Römerzeit hieß der Ort einfach Portus (Hafen) und sein Umland Pagus portensis. Bis ins 11. Jahrhundert wurde daraus altfranzösisch Port. 1093 wurde eine erste Kirche errichtet, in der eine Reliquie des heiligen Nikolaus verehrt wurde. Diese Reliquie, ein Fingerglied der Segenshand des Heiligen, hatte der Kreuzfahrer Aubert de Varangéville 1090 aus Bari mitgebracht, wo seit kurzem die sterblichen Überreste von Nikolaus aufbewahrt wurden. Der Ort wurde nun Saint-Nicolas-de-Myre genannt.
Wegen des großen Pilgerandrangs entstand ab 1193 eine zweite, größere Kirche. In dieser soll Jeanne d’Arc 1429 gebetet haben, bevor sie Frankreich rettete. Die heutige spätgotische Basilika wurde ab 1481 von Simon Moycet im Auftrag des lothringischen Herzogs René II. erbaut und 1560 eingeweiht. Angeblich erfüllte der Herzog damit ein Gelübde, das er 1477 beim Gebet gegeben hatte, falls er die feindlichen Burgunder schlagen sollte – was dann auch geschah.
Im Dreißigjährigen Krieg wurde Saint-Nicolas-de-Port am 5. November 1635 von den Schweden weitgehend zerstört.
Seinen heutigen Namen erhielt Saint-Nicolas-de-Port am 2. April 1961, zuvor hatte der Ort den Namen Saint-Nicolas.

### Bevölkerungsentwicklung
| Jahr      | 1962 | 1968 | 1975 | 1982 | 1990 | 1999 | 2007 | 2019 |
| --------- | ---- | ---- | ---- | ---- | ---- | ---- | ---- | ---- |
| Einwohner | 5761 | 7279 | 7490 | 7482 | 7706 | 7505 | 7687 | 7417 |

## Sehenswürdigkeiten

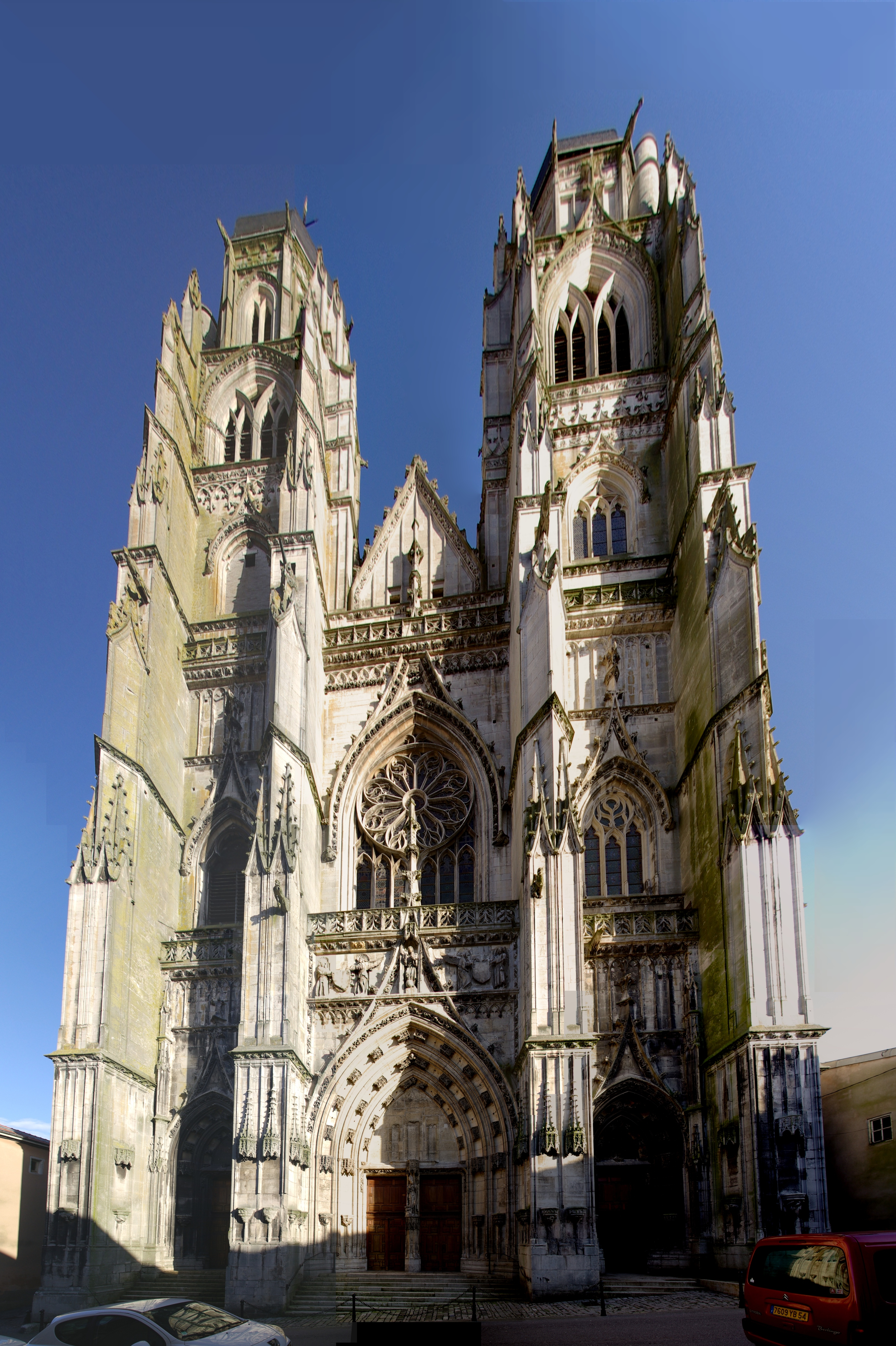
Basilika Saint-Nicolas
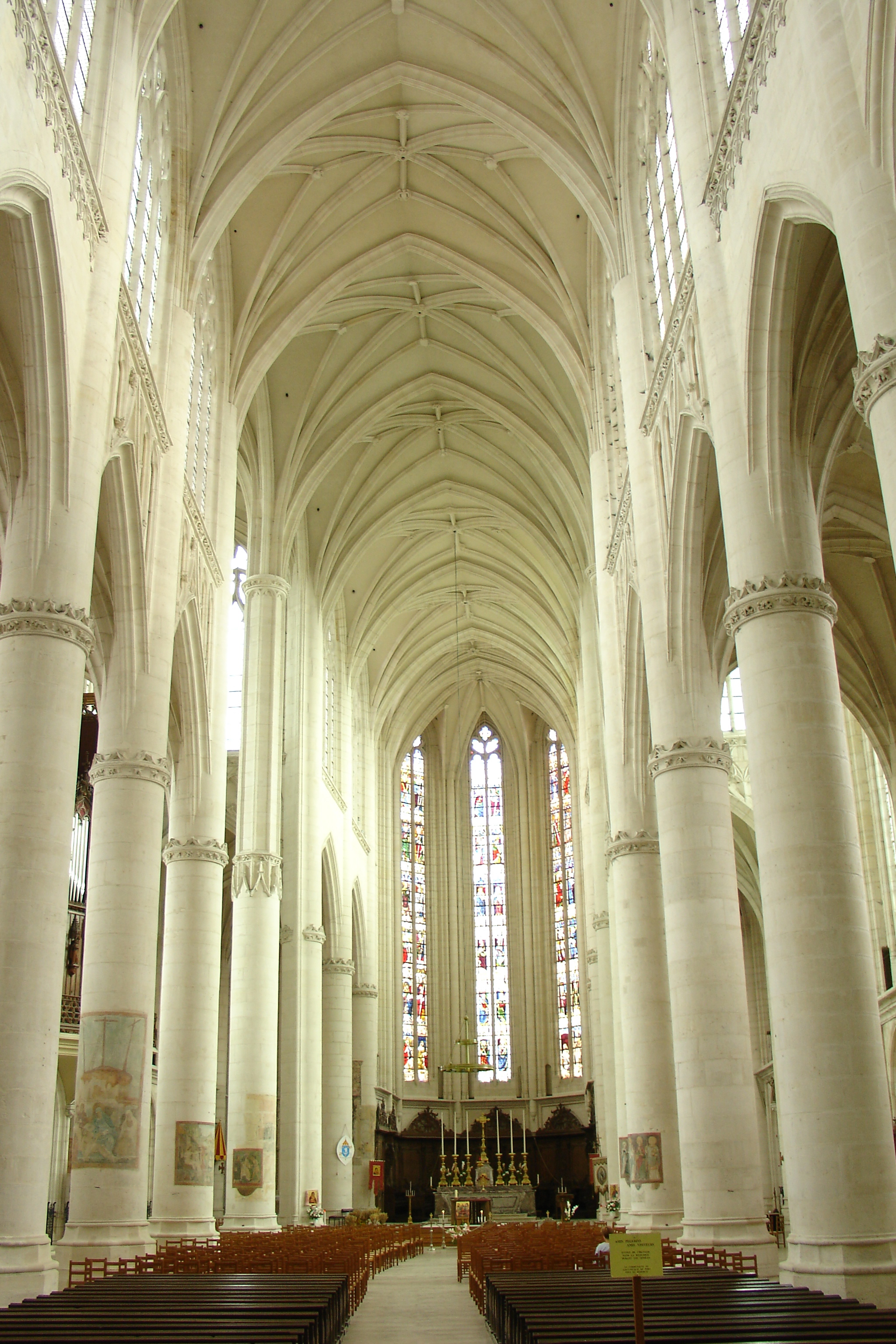
Innenansicht der Basilika
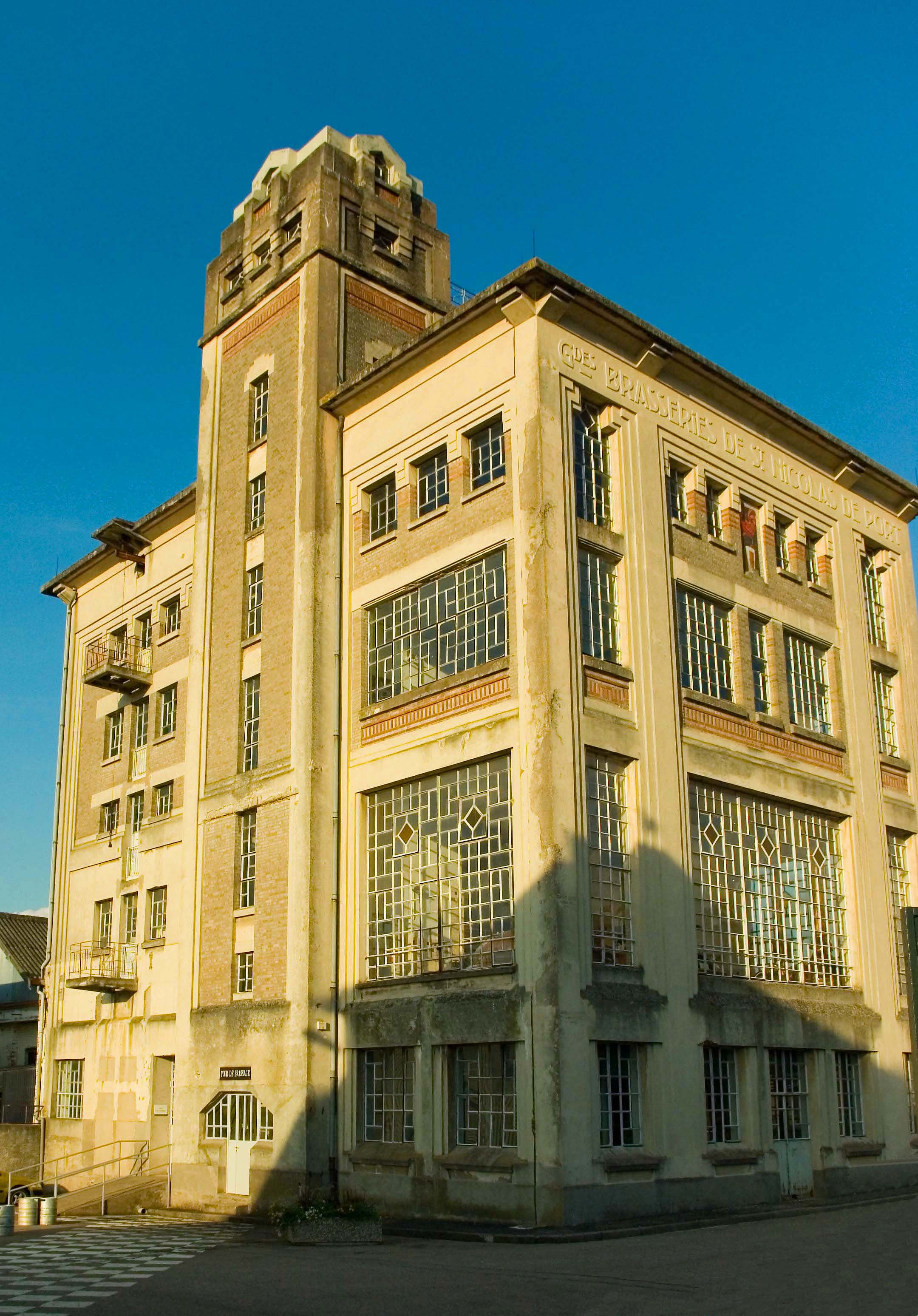
Brauereimuseum

Die Basilika St. Nicolas du Port weist einen spätgotischen Flamboyant-Stil auf und verfügt über beeindruckende Ausmaße: das Kirchenschiff hat eine Höhe von 32 m, die Säulen sind mit 28 m die höchsten in Frankreich, die Türme erheben sich 85 beziehungsweise 87 m in die Höhe. Die Basilika beherbergt eine Reliquie des heiligen Nikolaus von Myra und war im Mittelalter ein bedeutendes Wallfahrtsziel.
Das heutige Gebäude ersetzt einen infolge der steigenden Pilgerzahl zu klein gewordenen Vorgängerbau. Seine Errichtung geht zurück auf René II., Herzog von Lothringen, der auf diese Weise seine Dankbarkeit für seinen Sieg über Karl den Kühnen in der Schlacht von Nancy (1477) zum Ausdruck brachte. Der Bau wurde 1481 begonnen und war 1544 vollendet, mit Ausnahme der Türme, die von 1550 bis 1560 errichtet wurden. An den Ausschmückungsarbeiten war unter anderem der Bildhauer Jacques Bachot beteiligt, der als einer der bedeutendsten Bildhauer der Spätgotik in dieser Region gilt.
Kirchlich hat sie den Rang einer Basilica minor.
Ebenfalls sehenswert sind:
- das französische Brauereimuseum (Musée français de la brasserie).
- das Kino- und Fotografiemuseum (Musée du cinéma et de la photographie).

## Regelmäßige Veranstaltungen
Der Höhepunkt im Gemeindeleben bildet das St. Nikolausfest, das alljährlich am Samstag begangen wird, der dem 6. Dezember am nächsten liegt. Die Festivitäten beginnen mit einem Umzug. Örtliche Vereine ziehen mit adventlich geschmückten Wagen durch die Stadt und werden von marschierenden Musikvereinen begleitet. Dabei werden Bonbons, häufig die für die Region berühmten Bergamotte-Pastillen, in die Zuschauerreihen geworfen. Kurz nach Einbruch der Nacht findet ein Feuerwerk statt. Der Höhepunkt des Tages ist die Lichterprozession Saint-Nicolas in der Basilika. Während etwa zwei Stunden ehrt die Kirchengemeinde durch eine spezielle Liturgie und durch Lichterprozessionen innerhalb der Kirche dem Schutzpatron der Stadt und ganz Lothringens.
Zu Ehren von St. Nikolaus findet überdies am Pfingstmontag ein Gottesdienst mit anschließendem Umzug durch die Gemeinde statt. Am Pfingstwochenende ist außerdem „Messdi“, ein Jahrmarkt.

## Gemeindepartnerschaft
Die Gemeinde ist seit 1985 mit der deutschen Gemeinde Dielheim in Baden-Württemberg partnerschaftlich verbunden.